# 1657 w literaturze
Wydarzenia literackie w 1657 roku.

## Zmarli
- Richard Lovelace, angielski poeta